# Buskia australis
Buskia australis är en mossdjursart som beskrevs av Jullien 1888. Buskia australis ingår i släktet Buskia och familjen Buskiidae. Inga underarter finns listade i Catalogue of Life.